# کورتهی جعفرپور
کورتهی جعفرپور (به انگلیسی: Kurthi Jafarpur) یک منطقهٔ مسکونی در هند است که در Mau district واقع شده‌است.

## خصوصیات
کورتهی جعفرپور ۱۱٬۹۴۳ نفر جمعیت دارد.